# Agencia EFE
La Agencia EFE, o simplemente EFE, es una agencia de noticias internacional con sede en Madrid (España) y fundada en Burgos durante la guerra civil española el 3 de enero de 1939. El entonces ministro del Interior del bando sublevado, Ramón Serrano Suñer, impulsó la creación de la agencia, en la que participaron activamente: José Antonio Jiménez Arnau, Manuel Aznar Zubigaray y Vicente Gállego.
EFE es una empresa informativa que cubre todos los ámbitos de la información en los soportes informativos de prensa escrita, radio, televisión e internet. Distribuye un volumen de tres millones de noticias al año a más de dos mil medios de comunicación, por medio de una red con más de tres mil periodistas de 60 nacionalidades. Opera 24 horas al día desde 180 ciudades de 110 países y con cuatro mesas de edición en Madrid, Bogotá, Río de Janeiro y Bangkok. Fue la primera agencia española en tener delegaciones en todas las comunidades y ciudades autónomas españolas, contribuyendo a la vertebración informativa del territorio nacional. Es la principal agencia de noticias multimedia en español y la cuarta más grande del mundo después de Associated Press, Reuters y Agence France-Presse.

## Generalidades
La Agencia EFE es una sociedad anónima de la que el Estado es el principal accionista. En 2001 dejó de depender de Patrimonio del Estado y quedó adscrita a la Sociedad Estatal de Participaciones Industriales (SEPI).
Desde su red mundial de delegaciones y corresponsalías ofrece noticias en español, portugués, inglés, árabe, catalán y gallego. En España cuenta con delegaciones en las capitales de las 17 comunidades autónomas, además de Ceuta y Melilla, y subdelegaciones en otras ciudades españolas.
El servicio de noticias en portugués se creó para Brasil en 2001 y en 2006 lanzó el servicio de noticias en árabe, con sede en Egipto, y la Agenda Digital Mundial, que recoge las convocatorias de cualquier acto que esté previsto se produzca en aquellos lugares donde EFE cuenta con delegaciones.
El Archivo Gráfico de la Agencia EFE almacena más de 20 millones de fotografías, con 10 millones de fotos en línea en la Fototeca de EFE, puerta de entrada al mayor archivo de fotos del mundo de habla hispana, que incorpora más de 3000 fotos nuevas cada día. Constituye un patrimonio cultural e informativo único, cuya conservación atañe a todas las instituciones públicas. El archivo de televisión cuenta con más de 300.000 videos digitalizados y documentados.
Su archivo de texto digital (EFEData), creado en 1988, con más de 10 millones y medio de noticias y 35.000 documentos (entre biografías, documentos y entidades), constituye la mayor base de datos de información periodística en español. Cuenta además con un servicio en inglés, portugués y catalán, y dispone de una gran base de servicio de noticias regionales. 
Cuenta con una sección específica para información ambiental desde 1992. En este campo, en 2007, lanza las Becas de Especialización en Periodismo Ambiental Autonómico, una iniciativa liderada desde la Delegación de Galicia para especializar a diez jóvenes periodistas en este campo informativo. Un año después —en 2008— en colaboración con Fundación Biodiversidad, duplica el programa con la convocatoria de 20 becas en toda España.[cita requerida]

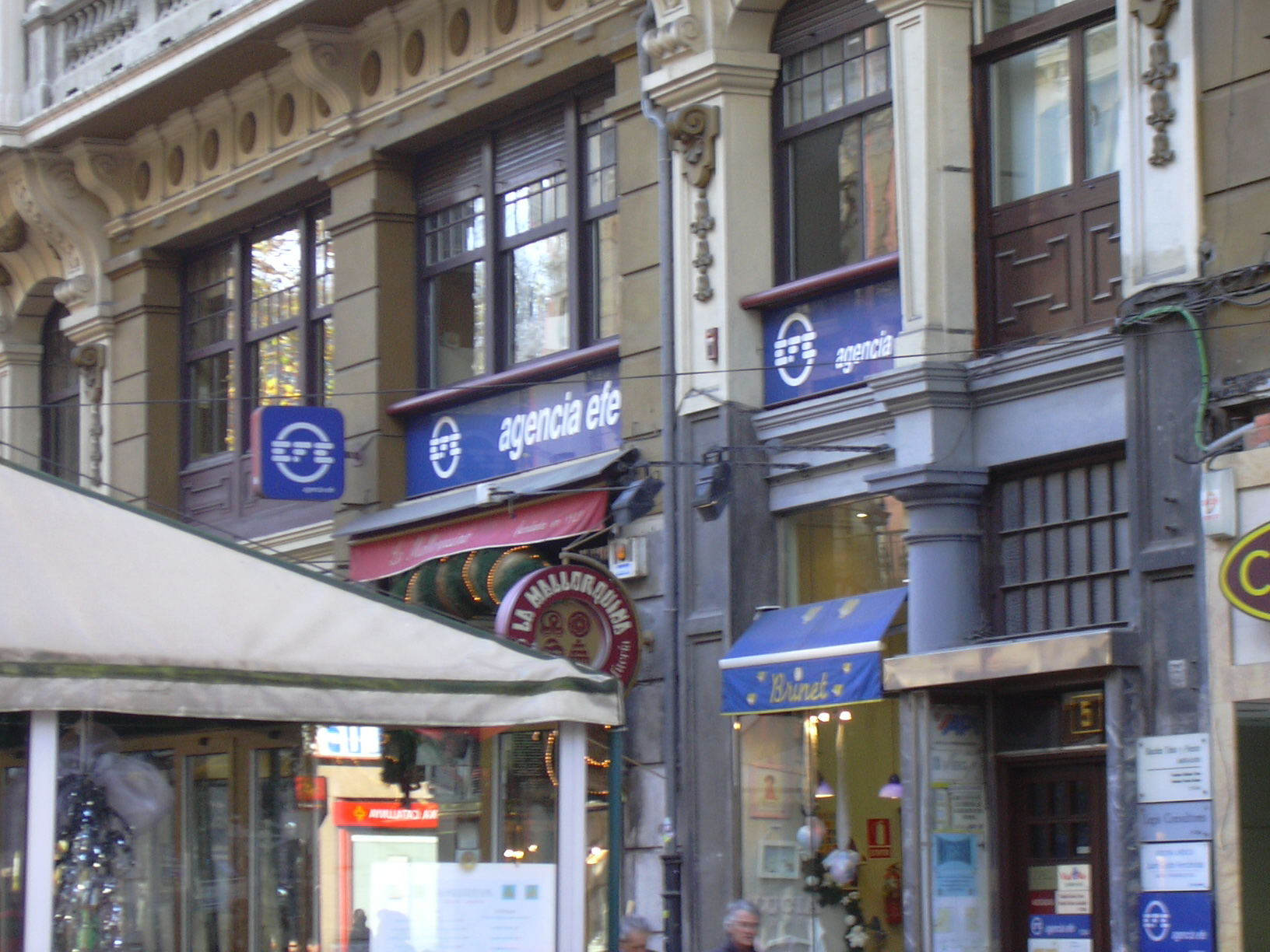
Delegación de la agencia en la ciudad de Oviedo.

## Historia

### Antecedentes
Los orígenes de la agencia están en 1865 cuando nace el «Centro de Corresponsales», primera agencia de noticias de España, promovido por el periodista catalán Nilo María Fabra, y en 1870 se firmó un acuerdo de cooperación con la agencia francesa Havas. Mediante este acuerdo, el Centro de Corresponsales se reservaba los derechos de distribución en España de las noticias internacionales de Havas.
En 1919 se crea la agencia Fabra, cuando Havas entró a formar parte del accionariado del Centro de Corresponsales. Havas se retiró del accionariado en 1926 al mismo tiempo que entraban en la sociedad los bancos, Banco Central, Banco Santander y Banco Hispano Americano (estos tres bancos se fusionaron a finales del siglo XX en el Banco Santander Central Hispano).

### Nacimiento y primeros años
La Agencia EFE nace en Burgos en 1939 donde está situado el cuartel general del bando sublevado reunido por el general Francisco Franco. Su fundador, Ramón Serrano Suñer, cuñado del general Franco y ministro del Interior, llama al periodista Vicente Gállego, primer director del diario Ya, para iniciar el proyecto.
El 3 de enero de 1939, Celedonio de Noriega Ruiz, marqués de Torrehoyos, militar, y Luis Amato de Ibarrola, periodista, ambos representantes legales de la agencia Fabra declaran ante el notario José María Hortelano, que «tienen convenido constituir una sociedad mercantil de carácter anónimo, con la denominación de Agencia EFE S.A.» La agencia Fabra aportó sus derechos y su nombre. De esta forma, la nueva agencia pudo ser admitida en el Club de la Agencias Aliadas, constituido en aquel momento por unas treinta agencias y en cuyos estatutos figuraba que sólo una agencia por país puede ser miembro de la asociación. Además de las acciones de la Agencia Fabra a la nueva agencia, se incorporaron elementos técnicos y humanos de las desaparecidas Agencias Faro y Febus.

#### Controversia sobre el origen del nombre
Sobre los motivos de la denominación «EFE» existe controversia. El que fue presidente y director de la agencia Luis María Ansón afirmó en un artículo publicado en el diario Ya que la denominación de EFE era debida a la participación de las viejas agencias Fabra, Febus y Faro en la nueva agencia. Sin embargo Ramón Serrano Suñer reconoció en una carta enviada a Antonio Herrero Losada, director de la agencia de noticias Europa Press, que la agencia EFE se denominó de este modo «por ser F la letra inicial de Falange y de Fe, que era el periódico de combate de Falange. También añadió: No se habló de que también fuera razón para la denominación de EFE que esta letra fuera la inicial de Franco. Esto vendría luego». Herrero Losada, ligado a la agencia Fabra, desmintió a Luis María Ansón recordando que desde 1938, en plena guerra civil, EFE transmitía noticias para los medios informativos del bando franquista, donde redactores de la agencia Fabra eran perseguidos por su actividad anterior, y otra de las citadas, Febus, continuaba su servicio informativo en el sector republicano. Por su parte José Antonio Giménez Arnau aseguró que fue él quien proporcionó a Serrano Suñer la idea de la creación de la agencia y redactó sus estatutos, que EFE no tenía que ver con la inicial de Falange o de Franco, ya que según algunas fuentes ocupó como sede el edificio de la Editorial Falange Española, de cuyas iniciales tomó el nombre, y que poseía una prueba que sólo se conocerá después de su fallecimiento algo que ocurrió tres años después de la controversia sin que se produjera ninguna revelación.

#### Primeras sedes y servicios
La primera sede de la Agencia EFE se instaló en un piso de un moderno edificio de seis alturas, inaugurado el año anterior, que actualmente corresponde al número 10 -el 9 en la numeración antigua- de la calle Victoria. Su primer presidente fue Celedonio Noriega, marqués de Torrehoyos y su primer director-gerente Vicente Gállego Castro.
Se decidió que los servicios informativos se firmen con nombres distintos: EFE, el internacional; Cifra, el nacional; Cifra Gráfica, el gráfico y Alfil, el deportivo.
Asimismo, se trasladan las oficinas de Burgos a Madrid, utilizando provisionalmente una sede en la calle Espalter.
En 1940, EFE trasladó su sede central a una vivienda en el número 5 de la calle Ayala de Madrid y abrió una delegación en Barcelona. El mismo año Jesús Pabón sustituyó a Noriega como presidente y cuatro años después, en 1944, el hasta entonces subdirector Pedro Gómez Aparicio sustituyó a Vicente Gállego en la dirección de la agencia.
En 1946, se creó el servicio económico Comtelsa en colaboración, al 50 %, con la agencia británica Reuters. Se sabe que, al menos, desde este mismo año se encuentra trabajando como corresponsal gráfico el fotógrafo burgalés Federico Vélez González.
En 1951, EFE instaló su primer aparato receptor de telefotografía. En 1958 Gómez Aparicio fue sustituido en su cargo por Manuel Aznar Zubigaray, que dejará el cargo 2 años después. La dirección fue asumida por el presidente y los ejecutivos de la sociedad durante 3 años, hasta que en 1963 el periodista y corresponsal en el extranjero, Carlos Sentís, es nombrado director-gerente.

### Años 1960, 70 y 80: internacionalización
En 1965, se abre en Buenos Aires la primera corresponsalía de EFE en América y al año siguiente comienza el servicio informativo exterior de EFE para su distribución en Iberoamérica y se abren delegaciones en todos los países americanos.
En 1967, Miguel Mateu Pla será presidente de EFE, en septiembre del año siguiente pasará a ser presidente Manuel Aznar y en 1969 se nombra a Alejandro Armesto director-gerente.
En 1968, EFE adquiere la agencia Fiel y en 1969 inicia pequeños servicios informativos en inglés y francés.
En 1972, EFE se alía con varios medios de comunicación de Centroamérica para crear Agencia Centroamericana de Noticias (ACAN), con sede en Panamá. Su expansión por América le lleva en 1979 a ingresar como miembro de pleno derecho en la Sociedad Interamericana de Prensa.
En febrero de 1976, José María Alfaro Polanco es nombrado presidente de EFE y en septiembre la presidencia es asumida por Luis María Anson, que también será director general. Ese mismo año se edita el primer Manual de Estilo de la Agencia EFE para la redacción homogénea de los servicios informativos de todo el mundo, bajo la dirección y asesoramiento del profesor y académico Fernando Lázaro Carreter.
En 1977, EFE traslada su sede central al número 32 de la calle Espronceda. Ese mismo año todos los servicios informativos de la agencia pasan a utilizar la denominación EFE, que hasta entonces se reservaba a la información internacional, por lo que las firmas Cifra, Cifra-Gráfica y Alfil desaparecieron.
En 1977, se crean también los Premios EFE de Periodismo, que en 1983 serán sustituidos por los Premios Rey de España.
En 1981, EFE y el Instituto de Cooperación Iberoamericana crearán el Departamento de Español Urgente (DEU) con la participación de filólogos y destacados académicos de la lengua, con la misión de velar por el uso correcto del español en sus servicios informativos.
En 1983, el periodista Ricardo Utrilla es nombrado presidente y director general y se firma un acuerdo con la agencia norteamericana UPI para impulsar el departamento de Radio. También se crean los servicios «Grandes Firmas» y «Crónicas Fin de Siglo» para distribuir en España e Hispanoamérica artículos de destacados intelectuales.
En 1984, EFE se une formalmente a la European Pressphoto Agency (EPA), la primera agencia de telefotografía europea, con un 20 % del capital de la sociedad.
En 1986, EFE cambia de logotipo y el periodista Alfonso Sobrado Palomares es nombrado presidente-director general.
En 1988, Se inicia el servicio EFE Data, primer banco de datos de noticias en español, y en marzo de ese mismo año se crea la Fundación EFE para fomentar la investigación, desarrollo y estudio de la información y de su tecnología, así como la concesión de becas formativas para alumnos en cualquiera de las ramas de Ciencias de la Información. En 1989 EFEcomienza a distribuir sus servicios informativos a sus clientes por satélites.
En 1989, se celebra el 50 aniversario de la agencia EFE con una exposición gráfica itinerante llamada Efemérides, con fondos del archivo y la Asociación de la Prensa de Madrid concede a EFE el Premio Rodríguez Santamaría por su labor.

### Años 1990, 2000 y 2010: nuevas tecnologías y diversificación
A partir de 1990, se crean divisiones para temas específicos. También se crean premios. En 1990 da el primer Premio Balón de Plata al mejor futbolista iberoamericano y en 1998 crean junto a Unicef los Premios Iberoamericanos de Comunicación por los Derechos de la Niñez y la Adolescencia. En 2004 se crea el Premio Don Quijote de Periodismo, que se entrega a la vez que el Premio Rey de España.
En 1991, se inician las emisiones oficiales de Teletexto así como su presencia en América Latina.
En 1993, se incorporó al equipo de fotoperiodistas la primera mujer, Elvira Urquijo A.
En 1995, EFE es galardonada con el Premio Príncipe de Asturias de Comunicación y Humanidades como reconocimiento a su labor, independencia y neutralidad, premio que comparte ese año con el filósofo Aranguren.
En 1996, Miguel Ángel Gozalo es nombrado presidente-director general de EFE.
En 1998, empieza a funcionar la fototeca de la agencia como un archivo fotográfico digital. En el año 2000 se inicia la comercialización y digitalización de archivos gráficos y de prensa y se crea la Intranet «Entre Nosotros». En 2003 se pone en marcha el Servicio Gráfico Internacional (SGI) en alianza con EPA y se inaugura en Madrid la Unidad de Coordinación Multimedia.
En 2001, se lanza un servicio en portugués para Brasil. Así mismo, EFE deja de depender de Patrimonio del Estado y queda adscrita a la Sociedad Estatal de Participaciones Industriales (SEPI).
En 2002, se crea un centro de edición en Miami que facilita la adaptación de los contenidos informativos al mercado Americano.
En 2004, Álex Grijelmo es nombrado presidente de EFE, el periodista de la agencia Arturo Larena gana el Premio Nacional de Medio Ambiente en la modalidad de Periodismo. Se firma por vez primera un convenio colectivo plurianual (2005-2006-2007). Ese mismo año la filial ACAN-EFE (el servicio para Centroamérica) se integra en EFE.
Los fotógrafos de la agencia EFE, reporteros de televisión y los redactores del Regional Madrid cubrieron en primera línea los atentados terroristas de Madrid, acaecidos el 11 de marzo de 2004, donde uno de los propios camarógrafos, de EFE Televisión, resultó herido.[cita requerida]
En 2006, Efe cambia de logotipo y, por votación de los periodistas de la Casa, se aprueba el primer Estatuto de la Redacción de Efe.
En 2007, se traslada de Miami a Bogotá la Mesa de Edición, que se convierte en la Cibermesa de América, destinada a la integración de productos.
En octubre de 2007, lanzó un servicio informativo audiovisual junto con Televisión Española (TVE) para el mundo hispanohablante, en español neutro, llamado TV EFE.[cita requerida]
En 2008, se pone en marcha, desde Santiago de Compostela, el servicio de noticias EFE-Galicia en lengua gallega.
En 2009 la Fundación EFE recibe el premio Vía Apia a la transparencia informativa por los programas de periodismo ambiental realizados esa década.
En 2011, se presenta el nuevo Libro de Estilo Urgente.
En enero de 2012, presenta su guía para periodistas en redes sociales y en febrero el área de Futuro para impulsar la información científica y tecnológica.

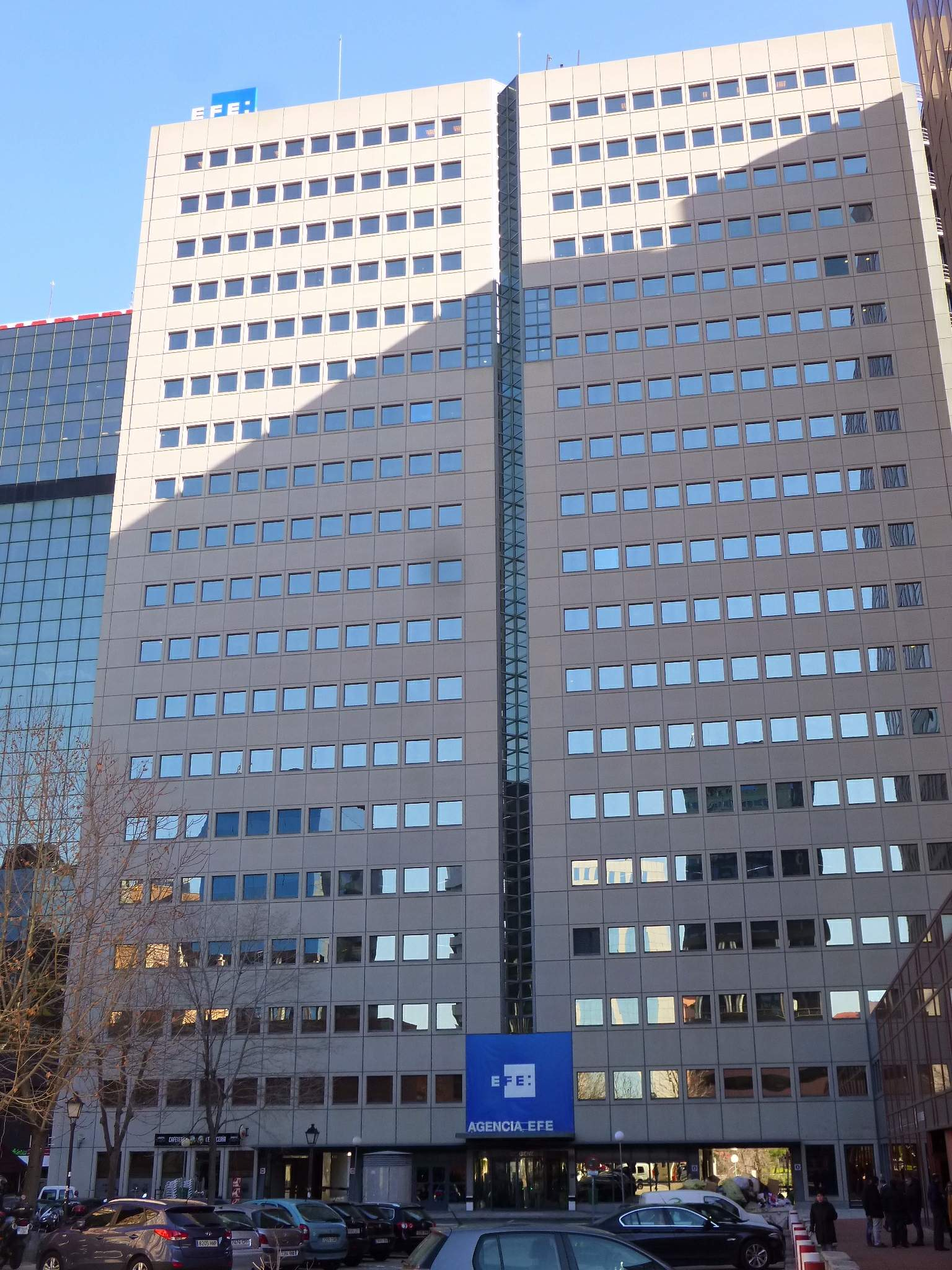
Sede en la avenida de Burgos.

En 2014 la agencia se muda a una nueva sede, inaugurada por los Príncipes de Asturias, en el norte de Madrid, en la avenida de Burgos.
Este mismo año, tiene lugar el 75 aniversario de la agencia. Los reyes inaugurarán la magna exposición conmemorativa de los 75 años de EFE. Con motivo de esta conmemoración se celebraron más de 30 exposiciones itinerantes en España y América y los Congresos de las Agencias de Noticias Europeas (EANA) y de Mobile Information and News Data Services (MINDS) en Madrid, así como de las Agencias de Noticias del Mediterráneo (AMAN) en Alicante. También se impartieron seminarios en El Escorial y Santander. Se publican los libros “Felipe VI: la vida del Rey en 100 imágenes” y “EFE75”.
En 2016, el presidente del Gobierno Mariano Rajoy inaugura el Museo de EFE,[cita requerida] y al año siguiente se crea el sitio web museo.efe.com.[cita requerida]
EFE y su presidente reciben el Premio Eisenhower a la libertad de expresión.[cita requerida]
En 2017, entra en funcionamiento el servicio EFE-EPA multimedia en inglés para Asia. Se pone en servicio la línea News 4 Europe con EFE, EPA y otras diez agencias de noticias europeas.[cita requerida]
En julio de 2018, el periodista Fernando Garea es nombrado nuevo presidente de EFE en sustitución de José Antonio Vera Gil.
Nace Efeminista.com, una web transversal para velar por la Igualdad.
Se crean los I Premios Saliou Traoré de periodismo en español sobre África.
En 2019 la Agencia EFE convalida el certificado IPS de gestión sostenible, sello de excelencia que integra los conceptos de responsabilidad empresarial, ambiental y social.
EFE se une a “Comprobando”, un proyecto de verificación de noticias  que agrupa a 16 medios españoles para luchar contra la desinformación.[cita requerida]
La Comisión de Igualdad de la Agencia EFE elabora un Manual de Comunicación no Sexista para periodistas.[cita requerida]
En 2019 la Agencia EFE fue galardonada con premio "Comunicación comprometida con la mujer" de la Federación de Mujeres Directivas, Ejecutivas, Profesionales y Empresarias (FEDEPE).
En mayo de 2019 se cierra el portal de ciencia y tecnología EFEfuturo, creado siete años antes como plataforma de información científica y difusión de la ciencia en español.[cita requerida]
En mayo de 2020, por primera vez es nombrada una mujer como presidenta de EFE: la periodista y escritora Gabriela Cañas, en sustitución de Fernando Garea.
EFEVerifica entra a formar parte de International Fact-Checking Network (IFCN), el organismo internacional que vigila las agencias de verificación.[cita requerida]

## Divisiones temáticas
A partir de 1990, la Agencia EFE creó divisiones para temas específicos. En 1990 se crean las divisiones Efeagro y Efecom, en 1994 se crea Euroefe y en 2010 Efeverde. En 2013 se lanzan Efefuturo, Efesalud, Efe-empresas, Efemotor y Efetur.

### EFEverde
EFEverde es la plataforma global de periodismo ambiental de la Agencia EFE, dedicada a la generación y difusión de contenidos periodísticos de medio ambiente tanto en medios tradicionales como a través de Internet y las redes sociales
Fue presentada en noviembre de 2009, en el Congreso Internacional de Periodismo Ambiental de Sevilla, y arrancó oficialmente en enero de 2010. Ese mismo año Efeverde edita la Guía para periodistas sobre cambio climático y negociación internacional y lanza los sitios de Efeverde en Facebook y Twitter, pioneros de la agencia en redes sociales. En 2011 se lanzan las aplicaciones gratuitas de Efeverde para dispositivos móviles con sistema operativo Android, para iPhone y su primera aplicación específica para iPad.

## Fundéu
En 1980 crea el Departamento de Español Urgente para aunar criterios y normas, así como evitar la dispersión lingüística y el uso indiscriminado de neologismos en español. El departamento está integrado por lingüistas y filólogos junto con el Consejo Asesor de Estilo integrado por miembros de la Real Academia Española (RAE), catedráticos de Filología y periodistas. Su herramienta principal es el Manual de Español Urgente (MEU), el manual de estilo de la Agencia EFE, el cual constituye un manual de uso del español de gran popularidad. Empezó a publicarse en 1976.
En 2005 se constituyó en la Fundación del Español Urgente o Fundéu, denominada en un inicio Fundéu BBVA al contar con la participación del Banco Bilbao Vizcaya Argentaria (BBVA). En 2021 la RAE y la Agencia EFE firmaron un acuerdo para relanzar Fundéu, que pasa a denominarse FundéuRAE.
La reina Letizia ocupa la presidencia de honor de FundéuRAE desde enero de 2021.

## Presidentes de la Agencia EFE
A continuación se enumeran los presidentes de la Agencia EFE junto con el periodo en que cada uno ocupó dicho cargo:
1. Celedonio de Noriega, marqués de Torrehoyos (1939-1940)
2. Jesús Pabón (1940-1965)
3. Carlos Sentís (1965-1967)
4. Miguel Mateu y Pla (1967-1968)
5. Manuel Aznar Zubigaray (1968-1976)
6. José María Alfaro Polanco (1976)
7. Luis María Anson (1976-1983)
8. Ricardo Utrilla (1983-1986)
9. Alfonso Sobrado Palomares (1986-1996)
10. Miguel Ángel Gozalo (1996-2004)
11. Álex Grijelmo (2004-2012)[24]
12. José Antonio Vera Gil (2012-2018)[34]
13. Fernando Garea (2018-2020)
14. Gabriela Cañas (2020-2023)
15. Miguel Ángel Oliver (2023-actualidad)

## Premios concedidos
La Agencia EFE concede los siguientes premios:
- Premio EFE, concedido entre 1977 y 1983, y de nuevo a partir de 2025 como un premio honorífico sin dotación económica a profesionales, equipos y delegaciones de la Agencia EFE cuyo trabajo haya destacado a lo largo del año por su calidad y su promoción del servicio público y la democracia.[35]
- Premios Rey de España, constituidos en 1983 para reconocer los mejores trabajos periodísticos en el ámbito panibérico.[36]
- Premio Saliou Traoré, constituido en 2019 en homenaje póstumo al corresponsal Saliou Traoré para reconocer el periodismo sobre África en español. Se entrega en la sede de Casa África, en Las Palmas de Gran Canaria.[37]
- Trofeo EFE, constituido en 1990 como el Premio Balón de Plata, para reconocer al mejor futbolista iberoamericano de la liga española de fútbol, según el criterio de los redactores de la agencia.
- Premios Iberoamericanos de la Comunicación por los Derechos de la Niñez y la Adolescencia, en colaboración con Unicef, concedidos a lo largo de cuatro ediciones[38] en 1998, 2001, 2003 y 2005.[39]
- Premio Don Quijote de Periodismo, en colaboración con la Agencia Española de Cooperación Internacional para el Desarrollo (AECID),[40] creado en 2004 con ocasión del IV centenario de la primera edición de El Quijote.

## Premios recibidos
La Agencia EFE obtuvo el Premio Príncipe de Asturias de Comunicación y Humanidades en 1995.